# Dean Riesner
Dean Riesner (3 de noviembre de 1918 - 18 de agosto de 2002) fue un guionista cinematográfico y televisivo estadounidense. 

## Biografía
Su nombre completo era Dean Franklin Riesner, y nació en New Rochelle, Nueva York. El padre de Riesner, Charles Reisner, fue director cinematográfico, y Dean empezó a actuar en el cine a los cinco años de edad. Su carrera como actor infantil acabó pues su madre quería que él tuviera una infancia normal. Ya adulto, su primer trabajo en el cine fue como coguionista del film de 1939 protagonizado por Ronald Reagan Code of the Secret Service.
Riesner ganó un Premio Oscar honorario por dirigir Bill and Coo (1948), un largometraje protagonizado por pájaros reales, que aparecían vestido como humanos, actuando en el decorado más pequeño posible, un pueblo en miniatura construido encima de una mesa.
A lo largo de los años 1950 y 1960, Riesner trabajó principalmente en la televisión, escribiendo guiones para series como Rawhide o The Outer Limits (episodio "Tourist Attraction"), aunque ocasionalmente contribuyó a largometrajes como The Helen Morgan Story. En 1968 colaboró en el film de acción de Clint Eastwood La jungla humana, iniciando así una serie de trabajos en producciones de Eastwood a lo largo de los años 1970. Así, Riesner participó en el guion de dos filmes de Eastwood en 1971, Play Misty for Me y Harry el sucio. En 1973, sin créditos, intervino en el guion de High Plains Drifter, y en 1976 fue uno de los guionistas de The Enforcer, la tercera película de Harry el sucio. Ese mismo año intervino en la miniserie de la NBC Rich Man, Poor Man, protagonizada por Nick Nolte. En 1979 escribió un borrador para El padrino III, pero su guion fue descartado cuando Francis Ford Coppola y Mario Puzo finalmente acordaron colaborar en la tercera entrega de la serie.
Riesner siguió escribiendo en los años 1980, aunque gran parte de su trabajo en esos años no apareció en los títulos de crédito. Entre sus filmes figuran Das Boot, The Sting II, y Starman.
Dean Riesner falleció en Encino, California, en 2002 por causas naturales. Había estado casado con la actriz Maila Nurmi, más conocida con el nombre artístico de Vampira.

## Filmografía

### Guionista
| - 1948 - Bill and Coo - 1952 - Schlitz Playhouse of Stars (serie televisiva) - 1954 - The Joe Palooka Story (serie televisiva) - 1955 - So This Is Hollywood (serie televisiva) - 1956 - Playhouse 90 (serie televisiva) - 1956 - Ethel Barrymore Theater (serie televisiva) - 1956 - Conflict (serie televisiva) - 1957 - The Thin Man (serie televisiva) - 1957 - The Restless Gun (serie televisiva) - 1957 - The Helen Morgan Story - 1959 - The Texan (serie televisiva) - 1957 - Sugarfoot (serie televisiva) - 1960 - Bat Masterson (serie televisiva) - 1959 - Colt .45 (serie televisiva) - 1960 - Bourbon Street Beat - 1958 - Bronco (serie televisiva) - 1960 - Shotgun Slade (serie televisiva) - 1960 - Bonanza (serie televisiva) - 1958 - Lawman (serie televisiva) - 1961 - The Case of the Dangerous Robin (serie televisiva) - 1955 - Cheyenne (serie televisiva) - 1960 - Surfside 6 (serie televisiva) - 1960 - 77 Sunset Strip (serie televisiva) - 1962 - G.E. True (serie televisiva) - 1963 - The Dakotas (serie televisiva) | - 1959 - The Many Loves of Dobie Gillis (serie televisiva) - 1963 - The Outer Limits (serie televisiva) - 1963 - Rawhide (serie televisiva) - 1963 - El virginiano (serie televisiva) - 1964 - Slattery's People (serie televisiva) - 1964 - 12 O'Clock High (serie televisiva) - 1965 - Bob Hope Presents the Chrysler Theatre (serie televisiva) - 1965 - The Long, Hot Summer (serie televisiva) - 1964 - Ben Casey (serie televisiva) - 1967 - Ironside (serie televisiva) - 1968 - Lancer (serie televisiva) - 1968 - La jungla humana - 1971 - Play Misty for Me - 1971 - Harry el sucio - 1973 - High Plains Drifter - 1973 - Charley Varrick - 1976 - Rich Man, Poor Man (serie televisiva) - 1976 - The Enforcer - 1981 - The High Country - 1981 - Das Boot - 1983 - Blue Thunder - 1983 - The Sting II - 1983 - Sudden Impact - 1984 - Starman - 1987 - Fatal Beauty |

### Actor
| - 1921 - Peck's Bad Boy - 1922 - A Ladies Man - 1923 - The Pilgrim - 1923 - A Prince of a King - 1935 - It's in the Air - 1948 - The Cobra Strikes | - 1948 - Assigned to Danger - 1950 - The Traveling Saleswoman - 1950 - Young Man with a Horn - 1950 - Operation Haylift - 1950 - Gunfire - 1953 - Mesa of Lost Women |